# Матусја Блум
Матусја Блум (Кишињев, 10. јануар 1914 — Сарајево, 1998) била је пијанисткиња и клавирски педагог.
Рођена је у Кишињеву (бивши СССР) и тамо започела студије клавира. Школовање заокружила 1939. на Прашком конзерваторију у престижној мајсторској класи чешког педагога В. Курза из чије су школе изашли водећи чешки пијанисти (Р. Фиркусни и И. Моравец). У Сарајево је дошла 1939. и одмах је започела богату концертну и педагошку делатност. Наступала на тада авангардним приредбама Колегијума артистикума. Од 1945. је предавала на Средњој музичкој школи у Сарајеву, од 1948 — 1952. је деловала у Београду. Један од првих професора Музичке академије у Сарајеву (од 1955), два пута је била декан. Матусја Блум је била изузетно предан клавирски педагог. Своју одличну клавирску школу (синкретизам велике руске и префињене чешке клавирске школе) неуморно је усавршавала и преносила на велики број својих ученика.Студенти Матусје Блум данас су истакнути педагози на просторима широм бивше Југославије: Божена Гринер, Владимир Ђенадер, Миланка Мишевић, Злата Малеш (Србија); Фарида Мушановић (БиХ); Милица Шнајдер и Планинка Јуришић- Атић (Словенија), Зринка Гаврић (Енглеска) и др. Један од њених студената је и афирмирани пијаниста Атила Граца који живи у Шведској и има лепу уметничку каријеру. У класама студената Матусје Блум однеговани су, данас афирмирани уметници различитих генерација: Александра Романић, Пеђа Мужијевић, Владимир Ваљаревић, Лидија Бизјак, Стефан Ћирић и Сања Бизјак. Иако је деловала изван великих културних центара, има велике заслуге за унапређење пијанизма у Бих и бившој Југославији.